# Guela Bolkvadze
Guela Bolkvadze (en georgiano: გელა ბოლქვაძე; Batumi, 16 de febrero de 1995) es un deportista georgiano que compite en lucha grecorromana.
Ganó una medalla de bronce en el Campeonato Mundial de Lucha de 2024 y tres medallas en el Campeonato Europeo de Lucha entre los años 2022 y 2025.

## Palmarés internacional
| Campeonato Mundial | Campeonato Mundial      | Campeonato Mundial | Campeonato Mundial |
| Año                | Lugar                   | Medalla            | Categoría          |
| ------------------ | ----------------------- | ------------------ | ------------------ |
| 2024               | Tirana (Albania)        | Medalla de bronce  | 82 kg              |
| Campeonato Europeo |                         |                    |                    |
| Año                | Lugar                   | Medalla            | Categoría          |
| 2022               | Budapest (Hungría)      | Medalla de plata   | 82 kg              |
| 2024               | Bucarest (Rumania)      | Medalla de bronce  | 82 kg              |
| 2025               | Bratislava (Eslovaquia) | Medalla de bronce  | 82 kg              |